# Bill Millin

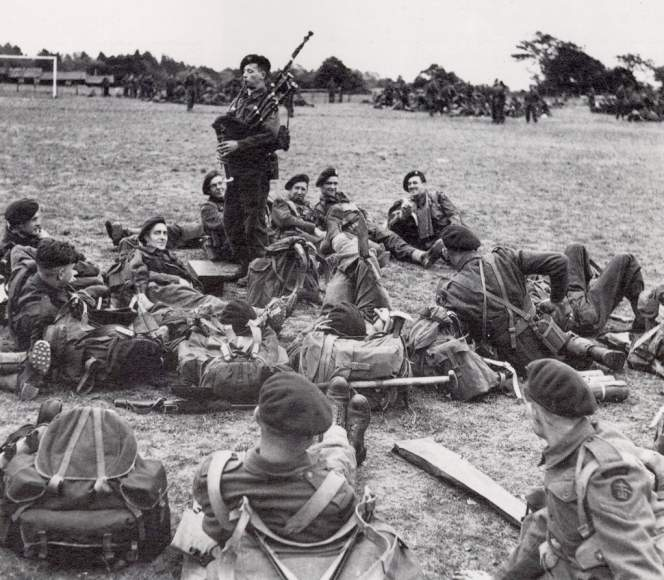
William Millin spielt für seine Kameraden.

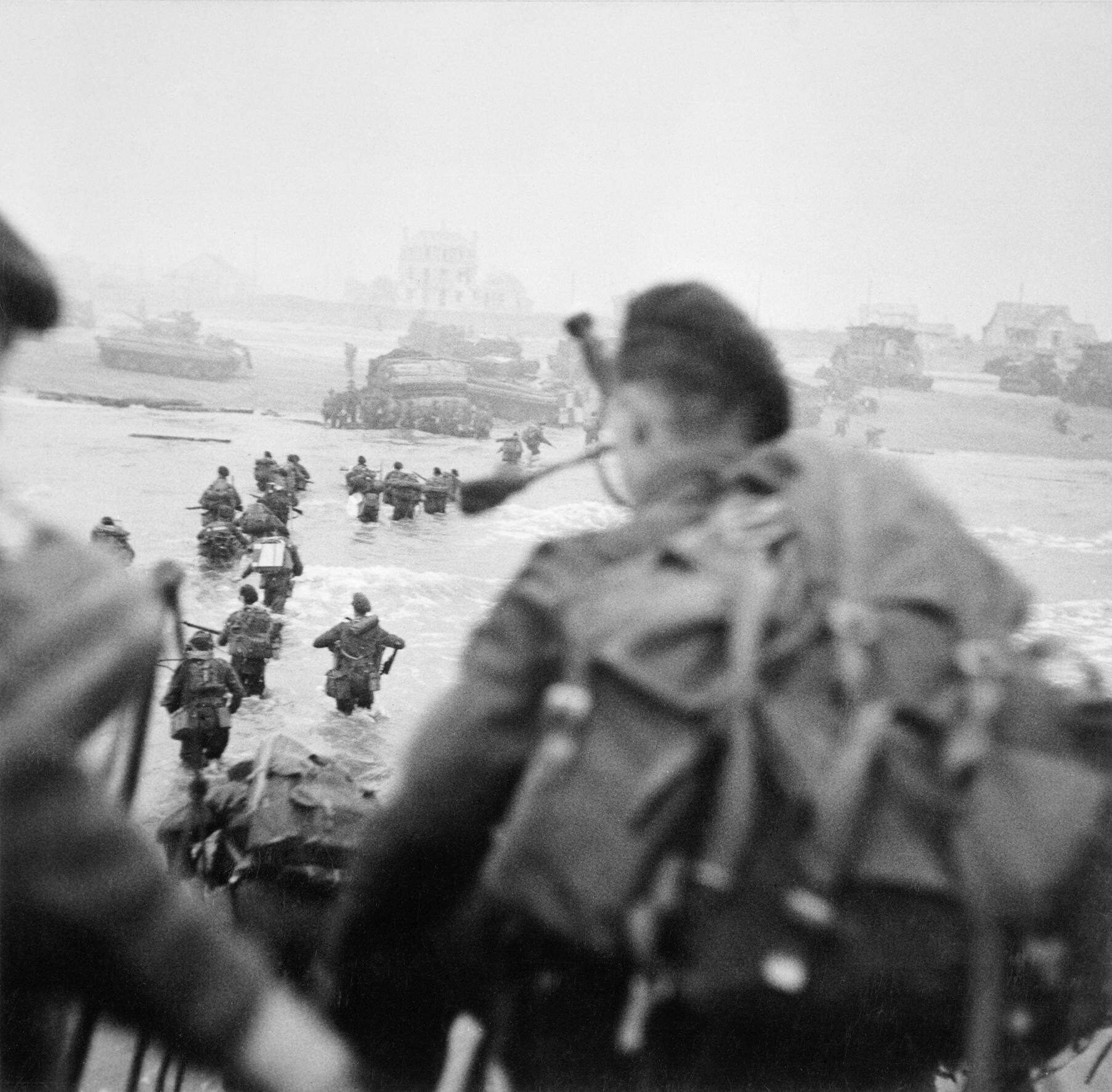
Bei der Landung in der Normandie spielt William Millin seinen Dudelsack.

William „Bill“ Millin (* 14. Juli 1922 in Regina; † 17. August 2010 in Torbay) war ein schottischer Piper. Bekannt wurde er, weil er während der Landung in der Normandie unter dem Kommando von Lord Lovat mitten im Kriegsgeschehen am Sword Beach Dudelsack spielte.
Die Szene wurde in dem Film Der längste Tag nachgestellt. Millin selbst äußerte später, er wäre von den deutschen Scharfschützen nur deshalb nicht erschossen worden, weil diese ihn für verrückt hielten. 
Am 17. August 2010 starb er an den Folgen eines Schlaganfalls, den er einige Zeit zuvor erlitten hatte.
Die schwedische Power-Metal-Band Civil War widmete ihm das Lied The Mad Piper von ihrem 2015 erschienenen Album Gods and Generals. Die kanadische Folk-Punk-Band The Real McKenzies widmete ihm ebenfalls ein Lied namens My head is filled with music. Weiterhin wurde das Lied Piper Bill der spanischen Band The Black Tartan Clan geschrieben, in dem es um selbigen geht.

## Werk
- Invasion, Lewes 1991